# Operational Training Unit
Operational Training Unit (OTU) – brytyjska jednostka zaawansowanego wyszkolenia lotniczego, funkcjonująca w systemie szkolenia Royal Air Force, zapewniająca ostatni etap szkolenia personelu bojowego w okresie II wojny światowej.

## Historia
Obowiązujący w okresie pokojowym system szkolenia w RAF sprawiał, że piloci którzy ukończyli szkolenie zaawansowane (Service Flying Training – SFT) byli kierowani do dywizjonów myśliwskich. Tam, pod okiem doświadczonych pilotów przechodzili etap szkolenia pomiędzy pilotażem maszyn szkolnych i bojowych oraz zdobywali umiejętności praktyczne niezbędne do służby w dywizjonie myśliwskim.
Gwałtowny wzrost liczby pilotów wyszkolonych w SFT spowodował, że dywizjony nie były w stanie przyjąć i szkolić tak licznej grupy lotników. W styczniu 1939 r. piloci, tuż po ukończeniu SFT, trafiali do Ośrodka Zapasowego 11. Grupy Myśliwskiej w Andover, od września kolejnym miejsce szkolenia był Ośrodek Zapasowy 12. Grupy Myśliwskiej w Aston Down. Tam odbywali szkolenie na myśliwcach Hawker Hurricane i lekkich bombowcach Fairey Battle. Pozwalało to na przeszkolenie ich na sprzęcie stosowanym w jednostkach bojowych, ale nadal nie zapewniało umiejętności taktycznych. Piloci po takim szkoleniu często nie mieli umiejętności lotów i walki w szyku oraz nie posiadali wyszkolenia z zakresu strzelania powietrznego.
Dowództwo Fighter Command zdawało sobie sprawę z tych niedociągnięć w zakresie szkolenia. Po wybuchu II wojny światowej reżim służby bojowej spowodował, że jednostki biorące udział w walkach nie dysponowały rezerwami kadrowymi pozwalającymi na prowadzenia szkolenia w dotychczasowym stylu. Dlatego też w marcu 1940 r., na bazie dotychczas funkcjonujących Ośrodków Zapasowych, stworzono 5. i 6. OTU. Miały być jednostkami doskonalenia bojowego dla przyszłych pilotów myśliwskich, szkolić ich z wykorzystaniem nowoczesnych myśliwców Hurricane i Spitfire. 8 kwietnia podjęto decyzję o stworzeniu 10, 12, 13, 15, i 16 OTU, które miały zająć się szkoleniem załóg bombowców. W czerwcu 1940 r. zmiany w systemie szkolenia w Bomber Command spowodowały, że do OTU trafiali już wszyscy piloci przewidziani do służby w jednostkach bojowych.

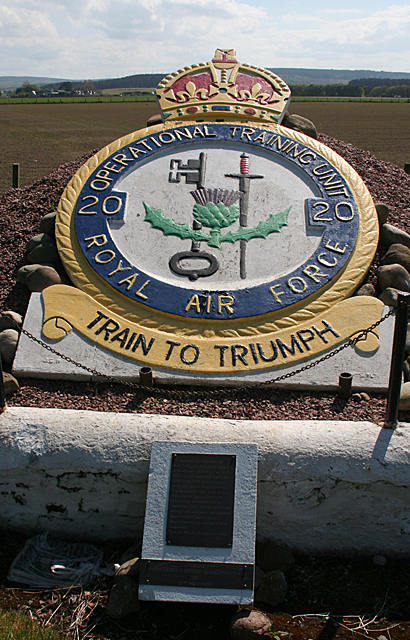
Upamiętnienie 20 OTU w bazie RAF Elgin

Ten system sprawdził się już wkrótce i spowodował, że w okresie bitwy do Anglię do jednostek bojowych przydzielano pilotów mających doświadczenie w pilotowaniu maszyn wykorzystywanych w działaniach bojowych. W późniejszym okresie liczba OTU sukcesywnie rosła; do kadry instruktorskiej przydzielano lotników, którzy zakończyli turę lotów bojowych i korzystali z odpoczynku operacyjnego. Pozwalało to na przekazywanie szkolonym pilotom praktycznych umiejętności i doświadczeń wyniesionych z działań bojowych. Szkolenie trwało od 8 do 24 tygodni, w zależności od rodzaju lotnictwa.
Personel Bomber i Coastal Command trafiał do OTU na dziesięciotygodniowe przeszkolenie, podczas którego następowało tworzenie załóg bombowców i ich zgrywanie bojowe. Załogi będące na etapie szkolenia były, w wyjątkowych sytuacjach, kierowane do misji bojowych o szczególnym znaczeniu. Miało to miejsce m.in. podczas nalotu tysiąca bombowców na Kolonię w maju 1942 r. OTU dysponowały jedynie maszynami dwusilnikowymi, dlatego też dalsze przeszkalanie załóg na maszyny czterosilnikowe odbywało się w Heavy Conversion Units (HCU).
Do OTU kierowano również pilotów, którzy trafili do dywizjonów bojowych, ale w czasie służby wykazali braki w wyszkoleniu. Zlecano wówczas instruktorom OTU przeprowadzenie lotów sprawdzających w celu oceny przydatności pilota. Taki sprawdzian musiał m.in. odbyć polski pilot myśliwski P/O Jan Pfeiffer służący w 32 dywizjonie RAF, który podczas startu 6 sierpnia 1940 r. pomylił ustawienia manetki gazu i rozbił Hurricane’a. Po weryfikacji umiejętności w 54 OTU powrócił do latania bojowego.
Pod koniec 1941 r. dowództwo lotnictwa stwierdziło, że OTU nie spełniają zadań szkoleniowych w zakresie przeszkalania załóg średnich bombowców do lotów na ciężkich bombowcach. Zdecydowano się na wprowadzenie kolejnego pośredniego etapu szkolenia w postaci Operational Conversion Units, które stały się kolejnym etapem pośrednim w systemie szkolenia między jednostką szkolenia operacyjnego a jednostką operacyjną w Bomber Command. Po zakończeniu II wojny światowej działalność OTU stopniowo wygaszano, ich zadania całkowicie przejęły OCU.

## Lista jednostek
1 (Coastal) Operational Training Unit RAF (1 (C)OTU)
Powstała 1 kwietnia 1940 r., została rozwiązana 19 października 1943 r. Działała w bazie RAF w Silloth, ostatnim miejscem stacjonowania jednostki była baza Risalpur. Szkoliła załogi na potrzeby działań Coastal Command.

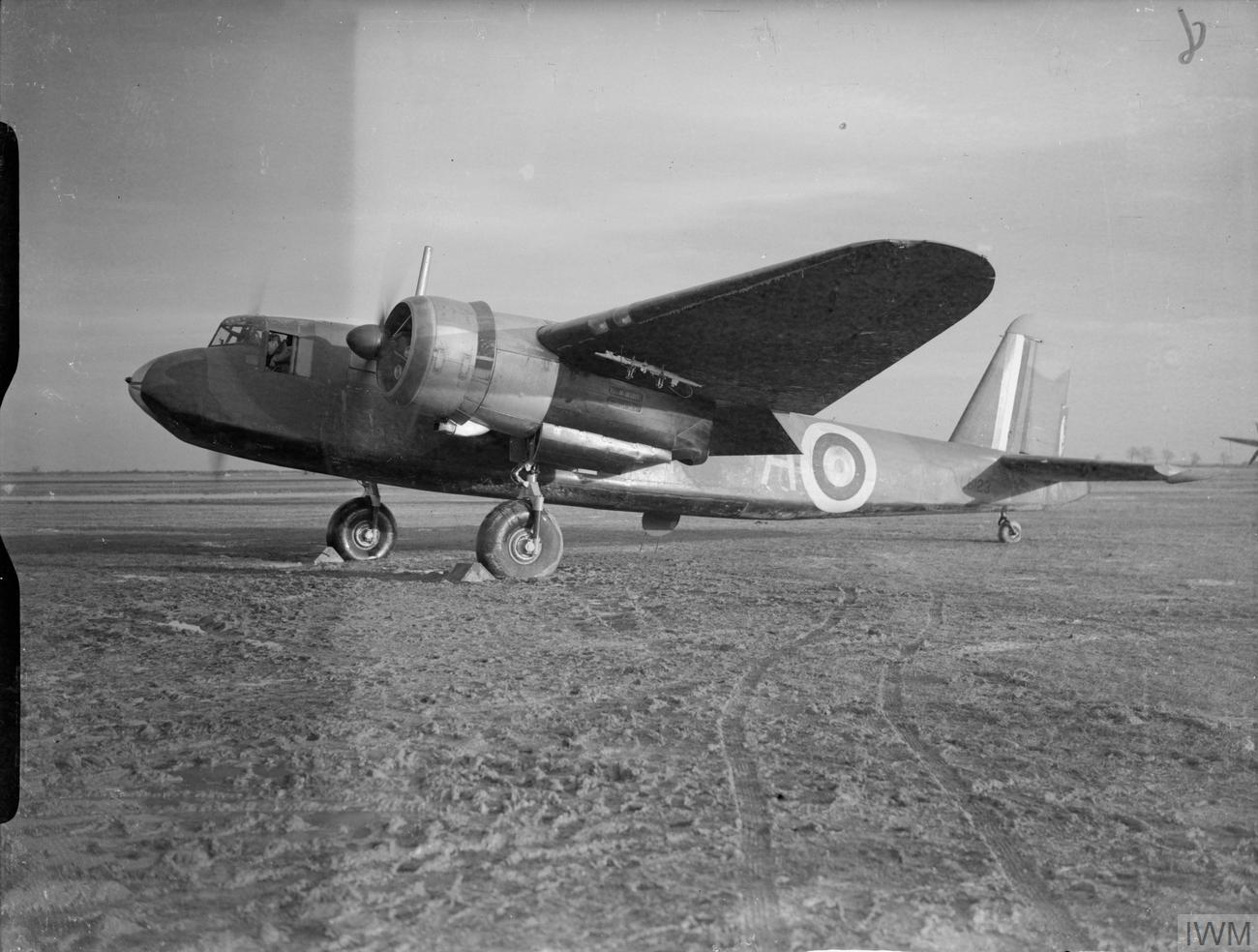
Blackburn Botha z 1 (C)OTU

2 (Coastal) Operational Training Unit RAF (2 (C)OTU)
Powstała 1 października 1940 r., została rozwiązana 15 lutego 1944 r. Działała w bazie RAF w Catfoss, szkoliła załogi na potrzeby działań Coastal Command.
3 (Coastal) Operational Training Unit RAF (3 (C)OTU)
Powstała 27 listopada 1940 r., została rozwiązana 4 stycznia 1944 r. Działała w bazie RAF w Catfoss, szkoliła załogi na potrzeby działań Coastal Command. Personel i kursantów przeniesiono do 56 OTU.
4 (Coastal) Operational Training Unit RAF (4 (C)OTU)
Powstała 16 marca 1941 r., została rozwiązana 31 lipca 1947 r. Działała w bazie RAF w Stranraer, szkoliła załogi łodzi latających na potrzeby działań Coastal Command.
5 Operational Training Unit RAF (5 OTU)
Powstała w 1940 r., została 1 listopada 1940 r. przemianowana na 55 Operational Training Unit. Działała w bazie RAF w Aston Down, szkoliła pilotów myśliwskich na potrzeby Fighter Command.
5 (Coastal) Operational Training Unit RAF (5 (C)OTU)
Powstała 1 sierpnia 1941 r., została rozwiązana 1 sierpnia 1944 r. Działała w bazie RAF Chivenor, szkoliła załogi na potrzeby działań Coastal Command. Ostatnim miejscem stacjonowania jednostki było Turnberry.
6 Operational Training Unit RAF (6 OTU)
Powstała 6 marca 1940 r., 1 listopada 1940 r. została przemianowana na 56 Operational Training Unit. Działała w bazie RAF w Sutton Bridge, szkoliła pilotów myśliwskich na potrzeby działań Fighter Command.
7 Operational Training Unit RAF (7 OTU)

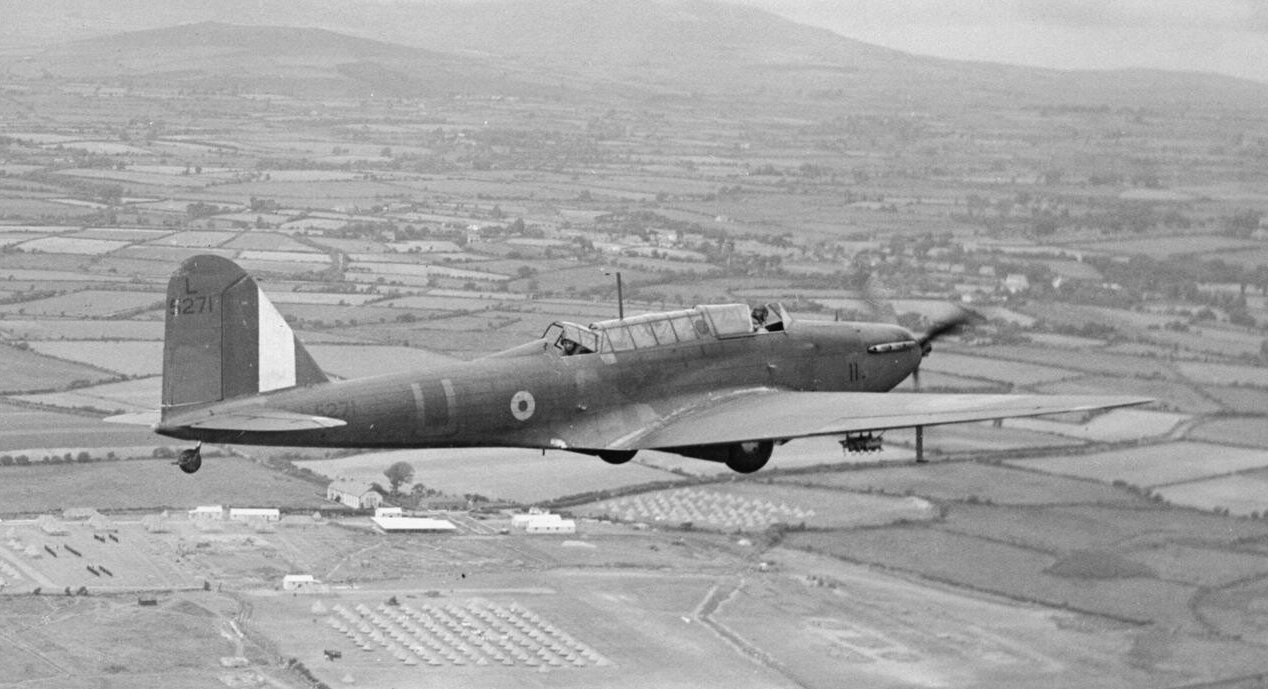
Fairey Battle z polskiego 18 OTU

Powstała 15 czerwca 1940 r., 1 listopada 1940 r. została przemianowana na 57 Operational Training Unit. Działała w bazie RAF w Hawarden, szkoliła pilotów myśliwskich na potrzeby działań Fighter Command.
7 (Coastal) Operational Training Unit RAF (7 (C)OTU)
Powstała 1 kwietnia 1942 r. w bazie RAF w Limavady, 16 maja 1944 r została przemianowana na 4 Refresher Flying Unit. Działała w bazie RAF Limavady i Haverfordwest, szkoliła załogi na potrzeby działań Coastal Command.
8 (Coastal) Operational Training Unit RAF (8 (C)OTU)
Powstała 18 maja 1942 r., w 1947 r. została przemianowana na 237 Operational Conversion Unit. Działała w bazie RAF Fraserburgh, szkoliła załogi samolotów rozpoznania fotograficznego na potrzeby działań Coastal Command.
9 (Coastal) Operational Training Unit RAF (9 (C)OTU)
Powstała 7 czerwca 1942 r., 11 sierpnia 1944 r. została wchłonięta przez 109 (Transport) Operational Training Unit. Działała w bazie RAF Aldergrove oraz Crosby-on-Eden, szkoliła załogi na potrzeby działań Coastal Command.
10 Operational Training Unit RAF (10 OTU)
Powstała 8 kwietnia 1940 r., została rozwiązana 10 września 1946 r. Działała w bazie RAF Abingdon, szkoliła załogi na potrzeby działań Bomber Command.

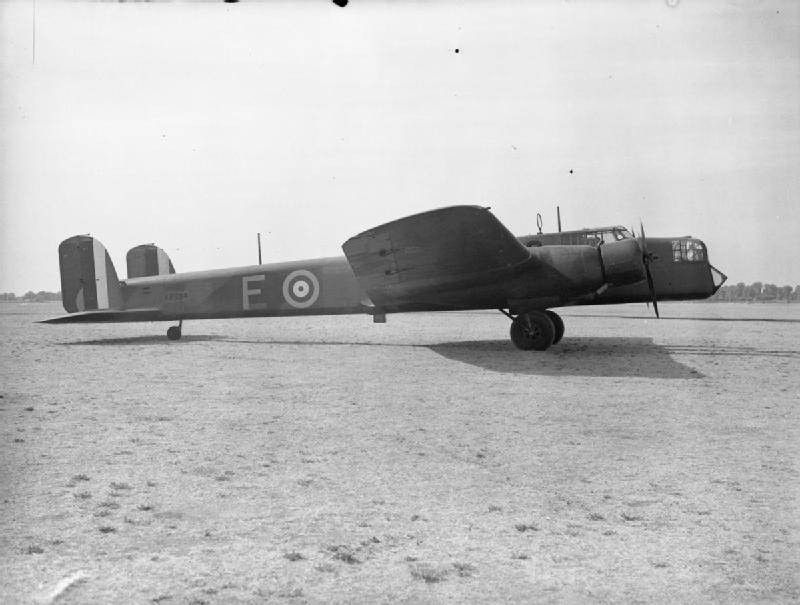
Armstrong Whitworth Whitley z 10 OTU

11 Operational Training Unit RAF (11 OTU)
Powstała 8 kwietnia 1940 r., została rozwiązana 18 września 1945 r. Działała w bazie RAF Bassingbourn oraz Westcott, szkoliła załogi na potrzeby działań Bomber Command.
12 Operational Training Unit RAF (12 OTU)
Powstała 8 kwietnia 1940 r., została rozwiązana 22 marca 1945 r. Działała w bazie RAF Benson, szkoliła załogi na potrzeby działań Bomber Command. Ostatnim miejscem stacjonowania jednostki była baza w Chipping Norton.
13 Operational Training Unit RAF (13 OTU)
Powstała 6 kwietnia 1940 r., została 1 maja 1947 r. przekształcona w 228 Operational Conversion Unit. Działała w bazie RAF Bicester, szkoliła załogi na potrzeby działań Bomber Command.
14 Operational Training Unit RAF (14 OTU)
Powstała 8 kwietnia 1940 r., została rozwiązana 24 czerwca 1945 r. Działała w bazie RAF Cottesmore, szkoliła załogi na potrzeby działań Bomber Command.
15 Operational Training Unit RAF (15 OTU)
Powstała 8 kwietnia 1940 r., została rozwiązana 15 marca 1944 r. Działała w bazie RAF Harwell, szkoliła załogi na potrzeby działań Bomber Command.
16 Operational Training Unit RAF (16 OTU)
Powstała 8 kwietnia 1940 r., została rozwiązana 1 stycznia 1945 r. Działała w bazie RAF Upper Heyford, szkoliła załogi na potrzeby działań Bomber Command. Została przekształcona w 1655 Mosquito Training Unit a następnie w 231 Operational Conversion Unitd.
17 Operational Training Unit RAF (17 OTU)
Powstała 8 kwietnia 1940 r., została rozwiązana 28 lutego 1947 r. Działała w bazie RAF Upwood, szkoliła załogi na potrzeby działań Bomber Command. Została przekształcona w 201 Crew Training Unit.
18 Operational Training Unit RAF (18 OTU)
Powstała 15 czerwca 1940 r. z Polish Training Unit, funkcjonującego od kwietnia w bazie RAF Hucknall. Jej zadaniem było szkolenie polskich załóg bombowców Battle. Jednostkę przeniesiono do bazy RAF w Bramcote, po podpisaniu polsko-brytyjskiej umowy z 5 sierpnia 1940 r. i przyjęciu planu rozwoju Polskich Sił Powietrznych 18 OTU stała się jednostką z polską kadrą instruktorską, personelem naziemnym i pomocniczym. Szkoliła polskie załogi na potrzeby działań Bomber Command. 1 lipca 1942 r. 18 OTU przeformowano w autonomiczny kilkudywizjonowy polski oddział szkolenia bojowego z polskim personelem i polskim komendantem lotniska Bramcote. Wraz ze spadkiem polskich kandydatów do szkolenia jednostka pod koniec 1944 r. utraciła polski charakter. Została rozwiązana 30 stycznia 1945 r. Wyszkolono w niej ok. 2200 polskich lotników. W 18 OTU szkolili się m.in. Stanisław Skarżyński i Jan Stangryciuk.
19 Operational Training Unit RAF (19 OTU)
Powstała 27 maja 1940 r., została rozwiązana 26 czerwca 1945 r. Działała w bazie RAF Kinloss, szkoliła załogi na potrzeby działań Bomber Command.
20 Operational Training Unit RAF (20 OTU)
Powstała 27 maja 1940 r., została rozwiązana 17 lipca 1945 r. Działała w bazie RAF Lossiemouth, szkoliła załogi na potrzeby działań Bomber Command.
21 Operational Training Unit RAF (21 OTU)
Powstała 21 stycznia 1941 r., 15 marca 1947 r. została przekształcona w 202 Advanced Flying School RAF. Działała w bazie RAF Moreton-in-Marsh oraz w Finningley, szkoliła załogi na potrzeby działań Bomber Command.
22 Operational Training Unit RAF (22 OTU)
Powstała 14 kwietnia 1941 r., została rozwiązana 24 lipca 1945 r. Działała w bazie RAF w Wellesbourne, szkoliła załogi na potrzeby działań Bomber Command.
23 Operational Training Unit RAF (23 OTU)
Powstała 1 kwietnia 1941 r., została rozwiązana 15 marca 1944 r. a personel i maszyny przeniesiono do 22 OTU. Działała w bazie RAF Pershore, szkoliła załogi na potrzeby działań Bomber Command.
24 Operational Training Unit RAF (24 OTU)
Powstała 15 marca 1942 r., została rozwiązana 24 lipca 1945 r. Działała w bazie RAF w Honeybourne, szkoliła załogi na potrzeby działań Bomber Command.
25 Operational Training Unit RAF (25 OTU)
Powstała 1 marca 1941 r., została rozwiązana 1 lutego 1943 r. Działała w bazie RAF w Finningley, szkoliła załogi na potrzeby działań Bomber Command.
26 Operational Training Unit RAF (26 OTU)
Powstała 15 stycznia 1942 r., została rozwiązana 4 marca 1946 r. Działała w bazie RAF w Wing, szkoliła załogi na potrzeby działań Bomber Command.
27 Operational Training Unit RAF (27 OTU)
Powstała 23 kwietnia 1941 r., została rozwiązana 22 czerwca 1945 r. Działała w bazie RAF w Lichfield, szkoliła załogi na potrzeby działań Bomber Command.
28 Operational Training Unit RAF (28 OTU)
Powstała 15 maja 1942 r., została rozwiązana 15 października 1944 r. Działała w bazie RAF Wymeswold, szkoliła załogi na potrzeby działań Bomber Command.
29 Operational Training Unit RAF (29 OTU)
Powstała 21 kwietnia 1942 r., została rozwiązana 27 maja 1945 r. Działała w bazie RAF North Luffenham, szkoliła załogi na potrzeby działań Bomber Command.
30 Operational Training Unit RAF (30 OTU)
Powstała 28 czerwca 1942 r., została rozwiązana 12 czerwca 1945 r. Działała w bazie RAF w Hixon, szkoliła załogi na potrzeby działań Bomber Command. Ostatnim miejscem stacjonowania była baza w Gamston.
31 Operational Training Unit RAF (31 OTU)
Powstała 23 maja 1941 r., została rozwiązana 1 lipca 1944 r. Działała w Debert, szkoliła załogi na potrzeby lotnictwa rozpoznawczego. Jej zadania przejęła 7 Operational Training Unit RCAF.
32 Operational Training Unit RAF (32 OTU)
Powstała 20 lipca 1941 r. w West Kirby, następnie została przeniesiona do Patricia Bay w Kolumbii Brytyjskiej. Szkoliła załogi na potrzeby lotnictwa rozpoznawczego. 1 czerwca 1944 r. została przemianowany na 6. Jednostkę Szkolenia Operacyjnego RCAF w Comox.
33 Operational Training Unit RAF (33 OTU)
Jej utworzenie zaplanowano w rozkazie operacyjnym nr 44 z 24 lutego 1942 r., jednakże do stworzenia tej jednostki nie doszło.
34 Operational Training Unit RAF (34 OTU)
Powstała 8 kwietnia 1942 r., następnie została przeniesiona do Yarmouth w Nowej Szkocji. Szkoliła załogi na potrzeby lotnictwa rozpoznawczego. Została rozwiązana 19 maja 1944 r.
35 Operational Training Unit RAF (35 OTU)
Jej utworzenie zaplanowano w rozkazie operacyjnym nr 44 z 24 lutego 1942 r., jednakże do stworzenia tej jednostki nie doszło. Była przewidziana do szkolenia załóg bombowców na terenie Kanady.
36 Operational Training Unit RAF (36 OTU)
Powstała 11 maja 1942 r., następnie została przeniesiona do Greenwood w Nowej Szkocji. Szkoliła załogi na potrzeby lotnictwa rozpoznawczego. 1 sierpnia 1944 r. została przemianowana na 8 Operational Training Unit RCAF.
38 Operational Training Unit RAF (38 OTU)
Planowano jej utworzenie na terenie Kanady, miała szkolić załogi bombowców. Do stworzenia jednostki nie doszło.
41 Operational Training Unit RAF (41 OTU)
Powstała 21 września 1941 r., działała w bazie RAF Old Sarum. Została rozwiązana 26 kwietnia 1945 r., zajmowała się szkoleniem załóg lotnictwa rozpoznawczego.
42 Operational Training Unit RAF (42 OTU)
Powstała 18 lipca 1941 r., działała w bazie RAF Andover, zajmowała się szkoleniem załóg współpracujących z wojskami lądowymi. Zakończyła działalność 20 marca 1945 r., zadania i personel przejęła 81 OTU.
43 Operational Training Unit RAF (43 OTU)
Powstała 1 października 1942 r. w bazie RAF Larkhill, zajmowała się szkoleniem obserwatorów lotniczych współpracujących z wojskami lądowymi. Została rozwiązana 7 maja 1947 r., przekształcona w 227 Operational Conversion Unit RAF.
51 Operational Training Unit RAF (51 OTU)
Powstała 21 lipca 1941 r. w bazie RAF Debden, została rozwiązana 14 czerwca 1946 r. Zajmowała się szkoleniem załóg nocnych myśliwców.
52 Operational Training Unit RAF (52 OTU)
Powstała 25 marca 1941 r. w bazie RAF Debden, zajmowała się szkoleniem pilotów myśliwskich. Została rozwiązana 26 stycznia 1944 r. i przekształcona w Fighter Leaders School.
53 Operational Training Unit RAF (53 OTU)
Powstała 18 lutego 1942 r. w bazie RAF Heston, zajmowała się szkoleniem pilotów myśliwskich. Rozstała rozwiązana 15 maja 1945 r. Personel został wcielony do 61 OTU.
54 Operational Training Unit RAF (54 OTU)
Została sformowana w 25 listopada 1940 r. w bazie RAF Church Fenton. 1 maja 1947 r. została połączona z 13 OTU i przekształcona w 228 Operational Conversion Unit RAF. W czasie II wojny zajmowała się szkoleniem załóg nocnych myśliwców.
55 Operational Training Unit RAF (55 OTU)
Sformowana 1 listopada 1940 r. w bazie RAF Aston Down, została utworzona na podstawie 5 OTU. W kwietniu 1942 r. jednostka została przeniesiona do RAF Annan. 26 stycznia 1944 r. stała się częścią 4 Tactical Exercise Unit RAF. 18 grudnia 1944 r. 55 OTU przywróciło swą działalność, została rozwiązania w czerwcu 1945 r.

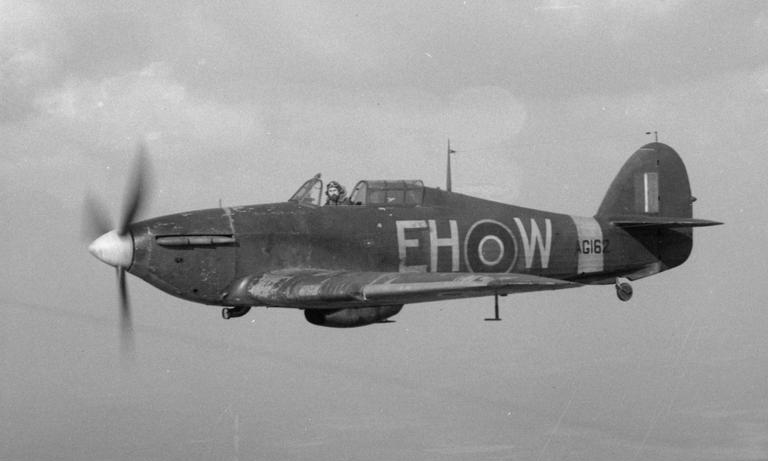
Hawker Hurricane z 55 OTU

56 Operational Training Unit RAF (56 OTU)
Została sformowana 1 listopada 1940 r. w bazie RAF Sutton Bridge, została utworzona na podstawie 6 OTU. W marcu 1942 r. jednostka została przeniesiona do RAF Tealing. Została rozwiązana 14 lutego 1946 r.
57 Operational Training Unit RAF (57 OTU)
Została sformowana 1 listopada 1940 r. w bazie RAF w Hawarden, szkoliła pilotów jednoosobowych myśliwców. Została rozwiązana 1 czerwca 1945 r.
58 Operational Training Unit RAF (58 OTU)
Została sformowana 2 grudnia 1940 r. w bazie RAF w Grangemouth, szkoliła pilotów jednoosobowych myśliwców. Została rozwiązana 20 lipca 1945 r.
59 Operational Training Unit RAF (59 OTU)
Została sformowana 16 grudnia 1940 r. w bazie RAF w Turnhouse, szkoliła pilotów jednoosobowych myśliwców. 26 stycznia 1944 r. została połączona z Specialised Low Attack Instructors School.
60 Operational Training Unit RAF (60 OTU)
Została sformowana 28 kwietnia 1941 roku w bazie RAF w Leconfield, szkoliła załogi nocnych myśliwców. W listopadzie 1942 r. została przeformowana w 132 OTU, szkoliła załogi na potrzeby Coastal Command. W maju 1943 r. powróciła do funkcjonowania jako 60 OTU w bazie RAF w High Ercall, szkoliła załogi de Havilland Mosquito. Została rozwiązana 14 kwietnia 1945 r.
61 Operational Training Unit RAF (61 OTU)
Została sformowana 9 czerwca 1941 r. w bazie RAF w Heston, szkoliła pilotów jednoosobowych myśliwców. Została rozwiązana 1 lipca 1947 r.
62 Operational Training Unit RAF (62 OTU)
Została sformowana 1 czerwca 1942 r. w bazie RAF w Usworth, szkoliła obserwatorów lotniczych i operatorów radiowych. Została rozwiązana 6 czerwca 1945 r.
63 Operational Training Unit RAF (63 OTU)
Została sformowana 7 września 1943 r. w bazie RAF w Honiley, szkoliła załogi nocnych myśliwców. Została rozwiązana 21 marca 1944 r.
70 (Middle East) Operational Training Unit RAF (70 OTU)
Została sformowana 10 grudnia 1940 r. w bazie RAF w Ismailia. Została rozwiązana 16 lipca 1945 r.
71 Operational Training Unit RAF (71 OTU)
Została sformowana 1 czerwca 1941 w bazie RAF w Ismailia z eskadry "B" 70 OTU. Poza zadaniami szkoleniowymi zapewniała lotniczą osłonę strefy Kanału Sueskiego. Została rozwiązana 11 czerwca 1945 r.
72 Operational Training Unit RAF (72 OTU)
Została sformowana 10 listopada 1941 r. w bazie RAF w Kartaginie, szkoliła załogi lekkich bombowców do działań w warunkach tropikalnych. W kwietniu 1942 r. została przeniesiona do bazy RAF w Nanyuki. Została rozwiązana 14 maja 1943 r.
73 Operational Training Unit RAF (73 OTU)
Została sformowana 1 stycznia 1942 r. w bazie RAF Sheikh Othman w okolicach Adenu. Szkoliła personel w zakresie lotów w warunkach pustynnych. Została rozwiązana 25 września 1945 r.
74 Operational Training Unit RAF (74 OTU)
Została sformowana 18 października 1941 r. w bazie RAF Aqir. Szkoliła pilotów w zakresie współpracy z wojskami lądowymi i prowadzenia rozpoznania w warunkach pustynnych. Została rozwiązana 16 lipca 1943 r.
75 Operational Training Unit RAF (75 OTU)
Została sformowana 8 grudnia 1942 r. w bazie RAF Gianaclis. Szkoliła załogi rozpoznawczych samolotów Lockheed Hudson. Została rozwiązana 25 czerwca 1945 r.
76 Operational Training Unit RAF (76 OTU)
Została sformowana 1 października 1943 r. w bazie RAF Aqir. Została rozwiązana 30 lipca 1945 r. Szkoliła załogi nocnych bombowców latające na samolotach Vickers Wellington.

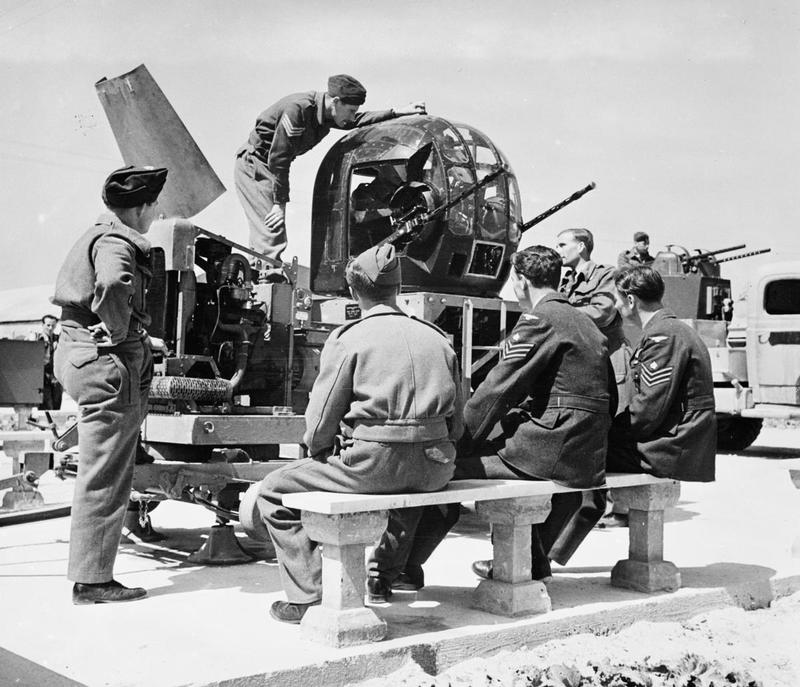
Szkolenie strzelców ogonowych w 76 OTU

77 Operational Training Unit RAF (77 OTU)
Została sformowana 1 stycznia 1944 r. w bazie RAF Qastina. Szkoliła załogi nocnych bombowców latające na samolotach Vickers Wellington. Została rozwiązana 9 lipca 1945 r.
78 Operational Training Unit RAF (78 OTU)
Została sformowana 1 lutego 1944 r. w bazie RAF Ein Shemer w Palestynie. Szkoliła załogi samolotów rozpoznawczych. Została rozformowana 23 lipca 1943 r.
79 Operational Training Unit RAF (79 OTU)
Została sformowana 1 lutego 1944 r. w bazie RAF w Nikozji. Szkoliła załogi samolotów rozpoznawczych i pola walki. Została rozwiązana 30 lipca 1945 r.
80 (French) Operational Training Unit RAF (80 OTU)
Została sformowana 23 kwietnia 1945 r. w bazie RAF w Morpeth. Szkoliła francuskich pilotów myśliwskich. Została rozwiązana 8 marca 1946 r.
81 Operational Training Unit RAF (81 OTU)
Została sformowana 10 lipca 1942 r. w bazie RAF w Ashbourne. Szkoliła załogi nocnych bombowców. Została rozformowana 10 sierpnia 1945 r.
82 Operational Training Unit RAF (82 OTU)
Została sformowana 1 czerwca 1943 r. w bazie RAF w Ossington. Szkoliła załogi nocnych bombowców. 10 sierpnia 1945 r. została przekształcona w 1380 (Transport
Support) Conversion Unit.
83 Operational Training Unit RAF (83 OTU)
Została sformowana 1 sierpnia 1943 r. w bazie RAF Child's Ercall. Szkoliła załogi nocnych bombowców. 28 października 1944 r. została przekształcona w 23 Heavy
Glider Conversion Unit.
84 Operational Training Unit RAF (84 OTU)
Została sformowana 1 września 1943 r. w bazie RAF Desborough. Szkoliła załogi nocnych bombowców. Została rozwiązana 16 czerwca 1945 r.
85 Operational Training Unit RAF (85 OTU)
Została sformowana 15 czerwca 1944 r. w bazie RAF w Husbands Bosworth, została rozwiązana 14 czerwca 1946 r. Szkoliła załogi nocnych bombowców.
86 Operational Training Unit RAF (86 OTU)
Została sformowana 15 czerwca 1944 r. w bazie RAF w Gamston. Szkoliła załogi nocnych bombowców. Została rozformowana 15 października 1944 r., personel został przekazany do HGCU
101 (Glider) Operational Training Unit RAF (101 OTU)
Została sformowana 1 stycznia 1942 r. w bazie RAF w Kidlington. Szkoliła pilotów szybowców transportowych. 13 lipca 1942 r. została przekształcona w 4 Glider Training School.
102 (Glider) Operational Training Unit RAF (102 OTU)
Została sformowana 10 lutego 1942 r. w bazie RAF w Kidlington. Szkoliła pilotów szybowców transportowych. 30 czerwca 1942 r. została przekształcona w 5 Glider
Training School.
104 (Transport) Operational Training Unit RAF (104 OTU)
Została sformowana 12 marca 1943 r. w bazie RAF w Nutts Corner. Szkoliła załogi samolotów transportowych. Została rozformowana 5 lutego 1944 r.
105 (Transport) Operational Training Unit RAF (105 OTU)
Została sformowana 15 kwietnia 1944 r. w bazie RAF Bramcote. Szkoliła załogi samolotów transportowych. 10 sierpnia 1945 r. została przekształcona w 1381
(Transport) Conversion Unit.
107 (Transport) Operational Training Unit RAF (107 OTU)
Została sformowana 3 maja 1944 r. w bazie RAF w Leicester East. 12 marca 1945 r. została przekształcona w 240 Operational Conversion Unit RAF. Szkoliła załogi samolotów i szybowców transportowych.
108 (Transport) Operational Training Unit RAF (108 OTU)
Została sformowana 10 października 1944 r. w bazie RAF Wymeswold. 10 sierpnia 145 r. została przekształcona w 240 Operational Conversion Unit RAF. Szkoliła załogi samolotów transportowych.
109 (Transport) Operational Training Unit RAF (109 OTU)
Została sformowana 1 sierpnia 1944 r. w bazie RAF Crosby-on-Eden. Szkoliła załogi samolotów transportowych. 1 sierpnia 1945 r. została przekształcona w 1383
(Transport) Conversion Unit.
110 Operational Training Unit RAF (110 OTU)
Planowano utworzenie tej jednostki w celu szkolenia załóg ciężkich bombowców w Alamogordo w USA. Do jej stworzenia nie doszło.
111 (Coastal) Operational Training Unit RAF (111 (C)OTU)
Została sformowana 20 sierpnia 1942 r. w bazie RAF Oak Field na Bahamach, rozformowanie nastąpiło 21 maja 1946 r. Szkoliła załogi samolotów rozpoznawczych i bombowych produkcji amerykańskiej.
112 Operational Training Unit RAF (112 OTU)
Planowano jej utworzenie w La Junta w stanie Kolorado, miała szkolić załogi średnich bombowców. Do stworzenia jednostki nie doszło.
113 Operational Training Unit RAF (113 OTU)
Planowano jej utworzenie w Las Cruces w stanie Nowy Meksyk, miała szkolić załogi średnich bombowców. Do stworzenia jednostki nie doszło.
114 Operational Training Unit RAF (114 OTU)
Planowano jej utworzenie w Lourdsbourg w stanie Nowy Meksyk, miała szkolić załogi ciężkich bombowców. Do stworzenia jednostki nie doszło.
115 Operational Training Unit RAF (115 OTU)
Planowano jej utworzenie w Pratt w stanie Kansas, miała szkolić załogi średnich bombowców. Do stworzenia jednostki nie doszło.
116 Operational Training Unit RAF (116 OTU)
Planowano jej utworzenie w Liberal w stanie Kansas, miała szkolić załogi średnich bombowców. Do stworzenia jednostki nie doszło.
117 Operational Training Unit RAF (117 OTU)
Planowano jej utworzenie w Garden City w stanie Kansas, miała szkolić załogi średnich bombowców. Do stworzenia jednostki nie doszło.
118 Operational Training Unit RAF (118 OTU)
Planowano jej utworzenie w Dodge City w stanie Kansas, miała szkolić załogi ciężkich bombowców. Do stworzenia jednostki nie doszło.
119 Operational Training Unit RAF (119 OTU)
Planowano jej utworzenie w Wink w stanie Kansas, miała szkolić załogi średnich bombowców. Do stworzenia jednostki nie doszło.
120 Operational Training Unit RAF (120 OTU)
Planowano jej utworzenie w Dodge City na Kubie, miała szkolić załogi ciężkich bombowców. Do stworzenia jednostki nie doszło.
131 (Coastal) Operational Training Unit RAF (131 (C)OTU)
Została sformowana 20 lipca 1942 r. w bazie RAF Killadeas, rozformowanie nastąpiło 28 czerwca 1945 r. Szkoliła załogi na potrzeby działań Coastal Command.
132 (Coastal) Operational Training Unit RAF (132 (C)OTU)
Została sformowana 24 listopada 1942 r. w bazie RAF East Fortune, została rozformowana 15 maja 1946 r. Szkoliła załogi na potrzeby działań Coastal Command – dalekiego zwiadu i zwalczania transportu morskiego.
151 (Fighter) Operational Training Unit RAF (151 OTU)
Została sformowana 28 lipca 1942 r. w bazie RAF Risalpur w Pakistanie. 1 kwietnia 1946 r. została włączona do Advanced Flying School (India).

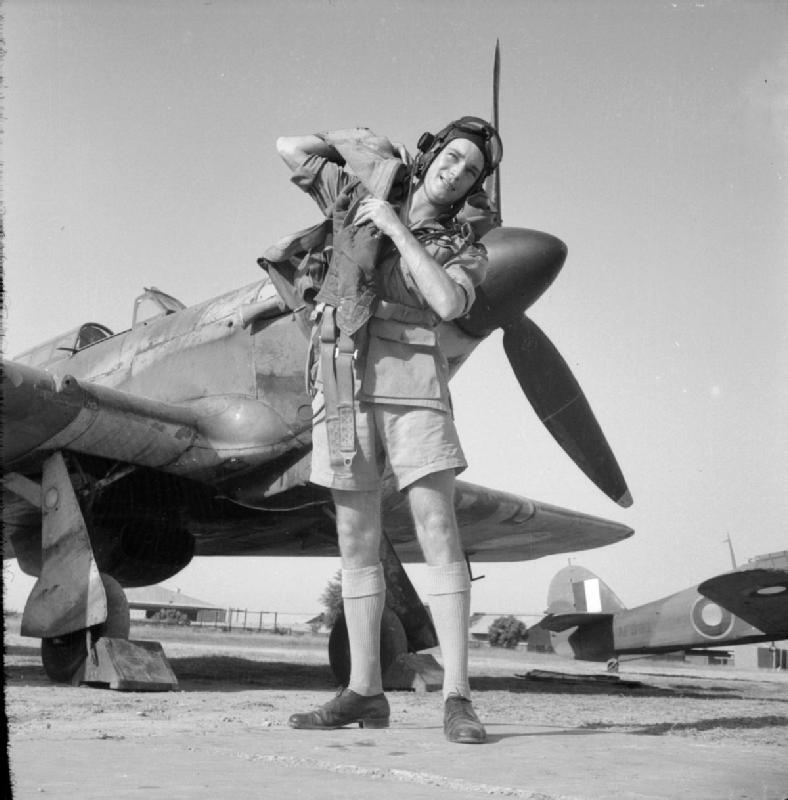
Uczeń z 151 OTU

152 (Bomber) Operational Training Unit RAF (152 OTU)
Została sformowana 22 październiku 1942 r. w bazie RAF Peszawar w Pakistanie. 12 marca 1944 r. została połączona z 151 OTU.
1 Operational Training Unit RAF (India)
Została sformowana 1 kwietnia 1942 r., rozformowanie nastąpiło 28 lipca 1942 r. Została połączona ze 151 OTU. Działała w bazie Risalpur. Jej zadaniem było przeszkolenie pilotów dotychczas używanych maszyn (Hawker Hart i Westland Lysander) na nowocześniejsze Hawker Hurricane.